# (1114) Lorraine
(1114) Lorraine es el asteroide número 1114 situado en el cinturón principal. Fue descubierto por el astrónomo Alexandre Schaumasse desde el observatorio de Niza, el 17 de noviembre de 1928. Su designación alternativa es 1928 WA. Está nombrado por el Ducado de Lorena, una antigua región de Europa central.